# 建邺区
32°00′22.3″N 118°43′53.5″E / 32.006194°N 118.731528°E
建邺区是中国江苏省南京市所辖的一个市辖区。建邺区是南京的主城区，东、南紧邻外秦淮河和秦淮新河，西临长江，北止汉中门大街，区域总面积为82平方千米。建邺区是国家东部地区的金融服务中心、华东地区商务商贸中心，长三角会展中心、文体中心、创新创意中心和北翼金融中心，境内经济繁荣、交通发达、人口稠密。區人民政府駐沙洲街道江东中路269号。

## 歷史
“建邺”是南京在西晋时的旧称，建邺区源于民国时期的第五区（城西区）。

## 行政区划
建邺区下辖6个街道办事处：
沙洲街道、双闸街道、江心洲街道、兴隆街道、南苑街道和莫愁湖街道。

## 地理環境
建邺区属北亚热带湿润气候。处于西风环流控制之下，季风显著，四季分明。冬季受欧亚大陆气团的影响较深，为西伯利亚高压（或蒙古高压）控制，多偏北风。

## 交通

### 陆路
已建设道路36条总长100多公里，4条城市快速通道横贯全区。

### 水路
沿江展开，东西进深3-5公里，水路运输便利。

### 航空
距离市中心新街口约3公里，距南京禄口国际机场40公里。

### 地铁
- 2号线
- 7号线
- 10号线
- S3号线

## 人口
根據第七次全国人口普查數據，截至2020年11月1日零時，建鄴區常住人口為534257人。

## 旅遊景點
- 中央公園
- 濱江公園
- 南京奥林匹克体育中心
- 南京绿博园
- 莫愁湖
- 侵华日军南京大屠杀遇难同胞纪念馆
- 江心洲景区